# 许其亮
许其亮（1950年3月29日—2025年6月2日），山东临朐人，中国人民解放军空军特级飞行员，原副国级领导人。1966年7月入解放军服役，1967年7月加入中国共产党，解放军空军上将军衔。曾任中共中央政治局委员、中共中央军事委员会副主席、中华人民共和国中央军事委员会副主席。

## 生平

### 空军生涯
许其亮1950年3月29日生于山东省临朐县五井镇花园河村的一个农民家庭。1965年8月，通过选拔到山东省青少年业余航空学校学习，完成滑翔训练。1966年7月，考入空军第一航空预备学校学习飞机驾驶；先后转入空军第八航空学校、第五航空学校学习；1969年8月毕业后任空军第26师77团飞行员。此后，历任飞行独立大队副大队长、大队长、第26师副师长。1983年，任空26师师长。1984年，任空四军副军长。1985年，任空军上海指挥所参谋长，并进入国防大学进修。1988年7月，任空八军代理副军长。1989年7月，任空八军参谋长。1990年6月，任空八军军长。1993年，任中国人民解放军空军副参谋长，并再次进入国防大学进修。1994年，任空军参谋长。
1999年，任沈阳军区副司令兼沈阳军区空军司令，并于2001年第三次进入国防大学进修。2004年，任中国人民解放军副总参谋长。2007年9月，任中国人民解放军空军司令员。在任空军司令期间，曾是和平使命-2007国际联合軍事演習的中国军方总导演。在2007年的中共十七大和2008年的十一届人大一次会议上，分别当选中共中央军委和中华人民共和国中央军委委员，成为军队主要领导人。2012年11月，中共十七届七中全会增补许其亮为中國共產黨中央軍事委員會副主席，晋升副国级，成为党和国家领导人，领导主管全军政治工作。在同年11月15日举行的中共十八届一中全会上，许其亮当选中共中央政治局委员。
1991年，晋升空军少将军衔。1996年，晋升空军中将军衔。2007年，晋升空军上将军衔。
2014年7月11日，許其亮以中央军委巡视工作领导小组組長身份在小組第三次會議上，要求軍委巡視組「向中央巡視組學習」、「查處一批人」。

### 中央军委副主席
2017年10月25日，许其亮在中共十九届一中全会上连任中共中央政治局委员和中央军委副主席。2018年2月24日，当选为第十三届全国人大代表。

### 退休
2022年10月22日，72岁的许其亮在中共二十届一中全会后卸任中共中央政治局委员和中共中央军委副主席，并在2023年3月11日十四届全国人大一次会议上卸任国家军委副主席后退休。

### 逝世
2025年6月2日12时12分在北京逝世，享年75岁。中共中央讣告評價其為：“中国共产党的优秀党员，久经考验的忠诚的共产主义战士，无产阶级军事家，中国人民解放军的卓越领导人”。
香港《星島日報》引述北京資深媒體人馬玲稱，許其亮是此前晨跑鍛煉時，突發心肌梗死送醫，搶救無效不治。
2025年6月8日上午，许其亮遗体在北京八宝山革命公墓火化，习近平、李强、赵乐际、王沪宁、蔡奇、丁薛祥、李希等人前往八宝山送别。新华社同日配发其生平介绍及部分照片。

## 外界评论
据美联社的报导，许其亮与中共中央总书记兼中共中央军委主席习近平关系密切，是“习近平亲信”，在军中拥有相当大的影响力。许其亮在2012年晋升中共中央政治局委员和中共中央军委副主席后，会见了包括2018年时任的美国国防部长詹姆斯·马蒂斯，讨论了“实质性军事接触对降低风险和战略不确定性的重要性”。此后，两军关系以及整体关系急转直下。